# 李學斌 (檢察長)
李學斌（1939年—），河南省沈丘县人。中华人民共和国政治人物。

## 生平
1956年，加入中国共产党，1960年参加工作。1968年，毕业于中南民族学院政治系。历任中共沈丘县委办事员，沈丘县报社记者，中共沈丘县委办公室秘书组组长，中共沈丘县周营人民公社党委书记、革委会主任。1980年后，任中共沈丘县委常委、副书记，中共周口地委组织部科长。1983年，任中共周口地委委员、组织部部长。1986年，任中共周口地委副书记兼组织部部长，中共河南省委组织部副部长。1992年，任河南省人民检察院副检察长。1993年任河南省人民检察院检察长。後又擔任河南省省委委員、省民營經濟維權發展促進會會長。此外他还担任第九届全国人大代表。